# Jesper Jespersen (økonom)
 Der er flere personer med dette navn, se Jesper Jespersen.
Jesper Jespersen (født 8. august 1948) er professor i økonomi ved Roskilde Universitet. Han har tidligere undervist i international økonomi ved Copenhagen Business School (CBS) og blev research fellow ved Churchill College i 2010. 
Han er uddannet cand.polit. ved Københavns Universitet (KU) i 1975, Ph.D. i international økonomi ved European University Institute i 1979 og dr.scient.adm. ved Roskilde Universitet fra 2007.
Jesper Jespersen er post-keynesiansk økonom og har skrevet afhandlingen Makroøkonomisk Metodologi – i et samfundsvidenskabeligt perspektiv (2007) om metodologiens afgørende betydning for de makroøkonomiske analytiske resultater. Med dette in mente afgrænses to metodologiske traditioner indenfor makroøkonomisk teori. Den ene med rødder i den neoklassiske skole, hvor den generelle ligevægtsmodel er det analytiske grundlag, og den anden den post-keynesianske tradition, hvor en kausal sti-afhængig analyse anvendes, og hvor bl.a. usikkerhed og ufuldstændig information er de ontologiske betingelser. Yderligere er pointen med bogen, at metodevalg næsten ikke bliver diskuteret indenfor mainstream-makroøkonomi. Metode bliver brugt – ikke diskuteret.
De analytiske resultater er blevet fulgt op af mere konkret analyse. Bl.a. i bogen Euroen – hvorfor gik det galt, og hvordan kommer vi videre? (2012). Her understregede han behovet for at analysere eurokrisen med inddragelse af usikkerhed og ud fra et helhedsperspektiv.
Foruden dette arbejde har han skrevet en del introducerende lærebøger, bl.a. Introduktion til Makroøkonomi (2009), Den Økonomiske Teoris Historie – en introduktion (2004) med Hector Estrup og Peter Nielsen og Den offentlige sektors Økonomi (2011) med Bent Greve. 